# Dimorphandra jorgei
Dimorphandra jorgei är en ärtväxtart som beskrevs av Marlene Freitas da Silva. Dimorphandra jorgei ingår i släktet Dimorphandra och familjen ärtväxter. Inga underarter finns listade i Catalogue of Life.